# انتفاضة الحي
انتفاضة الحي هي احتجاج شعبي اندلع في مدينة الحي التابعة لمحافظة واسط جنوب العراق في تشرين الثاني/نوفمبر 1956، كرد فعل على العدوان الثلاثي على مصر، وتعبيراً عن رفض سياسات الحكومة الملكية الموالية للغرب.
اندلعت الانتفاضة في سياق المد القومي العربي واليساري الذي ساد العراق خلال الخمسينيات، وارتبطت بـ:
- معارضة حلف بغداد (1955) الذي قاده رئيس الوزراء نوري السعيد.[4]
- تفاعل الشعب العراقي مع قضية فلسطين والأحداث العربية، لا سيما بعد تأميم القناة والعدوان الثلاثي.[2]

## الخلفية التاريخية
شهد العراق في منتصف خمسينيات القرن العشرين أوضاعاً سياسية متوترة تحت الحكم الملكي، تميزت بهيمنة سياسات رئيس الوزراء نوري السعيد الموالية للغرب، والتي تجلت في توقيع حلف بغداد (1955) مع بريطانيا وتركيا وإيران، مما أثار سخط التيارات القومية واليسارية. وفي الوقت نفسه، فرضت الحكومة الأحكام العرفية عام 1954 وحلت الأحزاب المعارضة، مما خلق بيئة قمعية ساهمت في تصاعد الغضب الشعبي. تفاعل العراقيون بقوة مع العدوان الثلاثي على مصر (أكتوبر 1956)، حيث رأوا فيه امتداداً للسياسات الاستعمارية التي عارضوا حلف بغداد بسببها، خاصة بعد تأييد نوري السعيد الصريح للعدوان. في هذا السياق، قاد الحزب الشيوعي والبعث تحركات شعبية منظمة، مستفيدين من انتشار الفقر في الجنوب وارتباط العراقيين بالقضايا العربية، خصوصاً قضية فلسطين.

## أسباب الانتفاضة
تجذرت أسباب انتفاضة الحي في عام 1956 في ثلاث دوافع رئيسية ارتبطت بالسياقين المحلي والعربي:

### 1. العدوان الثلاثي على مصر
أشعل الهجوم الإسرائيلي-البريطاني-الفرنسي على مصر في 29 أكتوبر 1956 غضباً عارماً في العراق، حيث رأى العراقيون فيه امتداداً للاستعمار، خاصة بعد تأييد نوري السعيد العلني للعدوان، ما دفع سكان الحي للتظاهر تضامناً مع جمال عبد الناصر الذي أصبح رمزاً للمقاومة العربية.

### 2. رفض السياسات الملكية
تفاقم السخط الشعبي بسبب:
- دعم الحكومة حلف بغداد الذي اعتُبر تسليماً للهيمنة البريطانية.[5]
- استمرار الأحكام العرفية منذ 1954 وإغلاق المجال السياسي.[10]
- تردي الأوضاع الاقتصادية في جنوب العراق حيث عانت مدينة الحي من الفقر وغياب الخدمات.[11]

### 3. دور التيارات السياسية
نجح الحزب الشيوعي العراقي والبعث في تنظيم الاحتجاجات عبر:
- شبكاتهم في الجنوب، مستغلين غياب تمثيل سياسي رسمي.[1]
- ربط القضية المصرية بالمعاناة المحلية عبر شعارات مثل: "من السويس إلى الفرات.. الثورة طريق الخلاص!".[12]

## مجريات الأحداث
بدأت الانتفاضة صباح يوم 2 نوفمبر 1956 (أول جمعة بعد العدوان الثلاثي) حين خرج المصلون من جامع الحي الكبير في مسيرة عفوية، التحق بهم طلاب ثانوية الحي للبنين وهتفوا:  
«لا حلف بغداد.. لا استعمار!» و«حيُّوا العراق.. يحيي مصر!».
بحلول الظهيرة، تجمع أكثر من 3,000 متظاهر أمام مبنى القائمقامية، حيث:
1. حاول المتظاهرون اقتحام المبنى احتجاجاً على دعم الحكومة للعدوان.
2. أطلقت قوات الشرطة الرصاص الحي بعد أن رشقهم المحتجون بالحجارة.[16]
3. سقط 5 شهداء على الأقل (منهم طالبان) وجرح 20،[17] بينهم شيخ سبعيني أثناء محاولته إنقاذ جريح.[13]

في مساء اليوم نفسه، أعلنت الحكومة الأحكام العرفية، واقتحمت القوات:
- منازل نشطاء الشيوعي والبعث.
- مدرسة الحي الثانوية حيث اعتقلت 17 طالباً.[18]

## القمع الحكومي

### 1. استخدام القوة المفرطة
- فتحت قوات الشرطة والجيش النار الحي على المتظاهرين العزل في اليوم الأول (2 نوفمبر)،[16] مستخدمة الرصاص "الخارق للدروع" ضد المدنيين.[19]
- دخلت الدبابات التابعة للفرقة الثالثة شوارع الحي صباح 3 نوفمبر،[20] واقتحمت منازل المشتبه بهم دون أوامر قضائية.[1]

### 2. الاعتقالات والتعذيب
| الفئة            | العدد | المصدر                                         |
| ---------------- | ----- | ---------------------------------------------- |
| الطلاب           | 43    | سجلات ثانوية الحي (1956)                       |
| النساء           | 12    | تقرير هيئة الدفاع عن السجينات السياسيات (1957) |
| الشيوخ (>60 سنة) | 9     | تقرير منظمة العفو (1998)❶                      |

- تعرض المعتقلون للتعذيب المنهجي في سجن نقرة السلمان،[23] ومنها:

"الكرباج" (جلد بالسياط).
"الخلعة" (تعليق المعتقل من اليدين لأيام).

### 3. سياسات العقاب الجماعي
- فرض حظر التجول لمدة 3 أشهر (18:00 - 06:00).[7]
- قطع المياه والكهرباء عن الأحياء الفقيرة.[25]
- نقل 78 موظفاً ومدرساً إلى مناطق نائية.[26]

### 4. التعتيم الإعلامي
- منعت الحكومة دخول صحف المعارضة (صوت الأهالي، اتحاد الشعب).[27]
- أذاعت الإذاعة العراقية: "جماعات مارقة تحاول تخريب الوطن".[28]

❶ أول تقرير دولي يوثق القمع في الحي (صدر بعد 42 عاماً).

## ردود الفعل
1. التضامن الشعبي العراقي
- النجف: تظاهر 5,000 شخص يوم 5 نوفمبر تهتف:  
"من الحي إلى النجف.. الثورة باقية!"، وقمعت الشرطة التظاهرة بسقوط 3 قتلى.
-البصرة
إضراب عمال الموانئ يوم 7 نوفمبر، أوقف تفريغ السفن البريطانية.
2. مواقف الأحزاب السياسية
- الحزب الشيوعي: أصدر بيانًا يوم 3 نوفمبر:  
```
 "دماء أبناء الحي تُطالب بالثأر.. ليسقط حلف بغداد!"
[
32
]
```

-حزب البعث: نظم مسيرات في بغداد هاجمت السفارة البريطانية، واصفًا الأحداث بأنها "انتفاضة الشرفاء".
3. ردود الفعل العربية والدولية
- مصر: بثت إذاعة القاهرة خطابًا لمصطفى أمين:  
```
 "أبناء الحي دفعوا دماءهم ثمناً لوقوفهم مع الحق المصري".
[
35
]
```

-بريطانيا: ذكرت وثيقة سرية:  
```
 "الحادث سيُستخدم دعائياً ضدنا.. نوصي بدعم نوري السعيد مالياً".
[
33
]
```

-الأمم المتحدة: صمت رسمي بسبب الوصاية البريطانية على العراق.
4. موقف الحكومة الملكية
- اتهمت المتظاهرين بـ"التبعية لموسكو"، بينما ذكرت تقارير داخلية:  
```
 "الجنوب أصبح برميل بارود.. نوصي بزيادة الرواتب".
[
38
]
```

## نتائج الانتفاضة
1. التمهيد المباشر لثورة 1958  
- أصبحت الحي رمزاً للقمع الملكي في أدبيات ثورة 14 تموز، حيث ذكر قائدها عبد الكريم قاسم:  
```
 "دماء أبناء الحي كانت شعلة الحرية".
[
39
]
```

- انضم 32 من شبابها لخلايا الثورة.[40]

2. العقاب الجماعي:
- خُفضت ميزانية واسط 40%.[41]
- تجاهل الحكومة فيضان 1957 وتفشي الملاريا.[42]

3. تحول الوعي السياسي:
- انتقلت شعاراتها لثورة 1958.[14]
- صارت معقلاً لليسار حتى التسعينيات.[43]

## وصلات خارجية
- شهادات ناجين من انتفاضة الحي - أرشيف التاريخ الشفوي
- وثائق الأرشيف البريطاني حول الأحداث